# ステラレータ

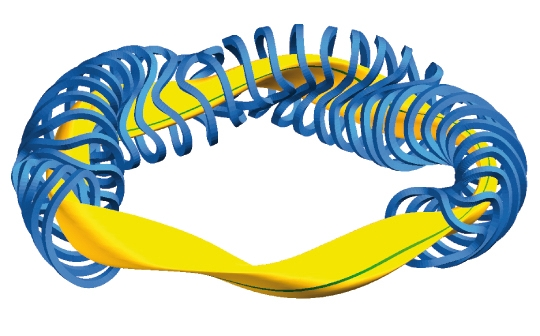
ヴェンデルシュタイン7-X実験で使用されたステラレータの設計例： 一連の磁石コイル（青）がプラズマ（黄色）を取り囲んでいる。黄色のプラズマ表面には磁力線が緑色でハイライトされている。

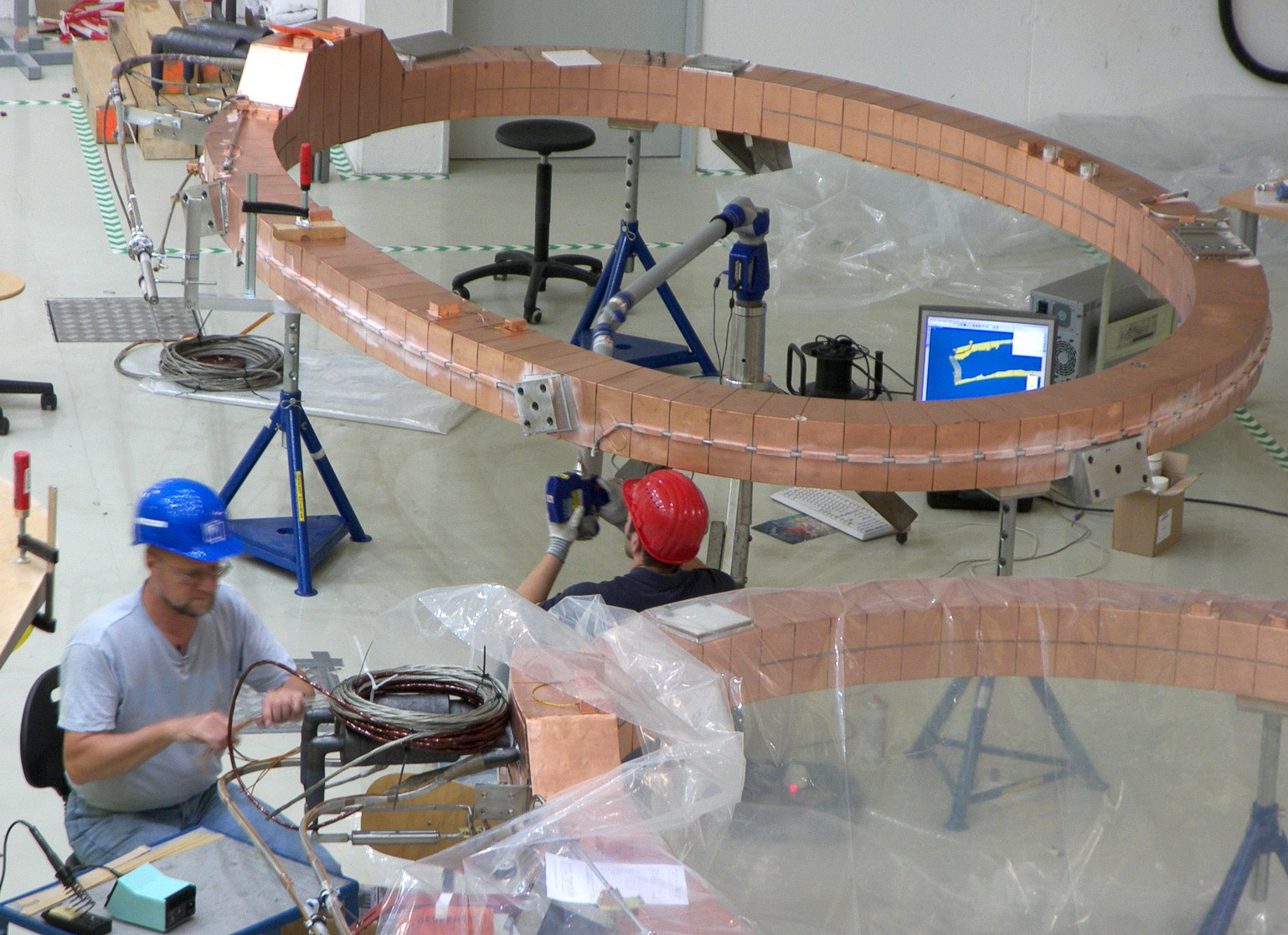
ドイツ、グライフスヴァルトのヴェンデルシュタイン7-X用の超伝導コイルの製作風景

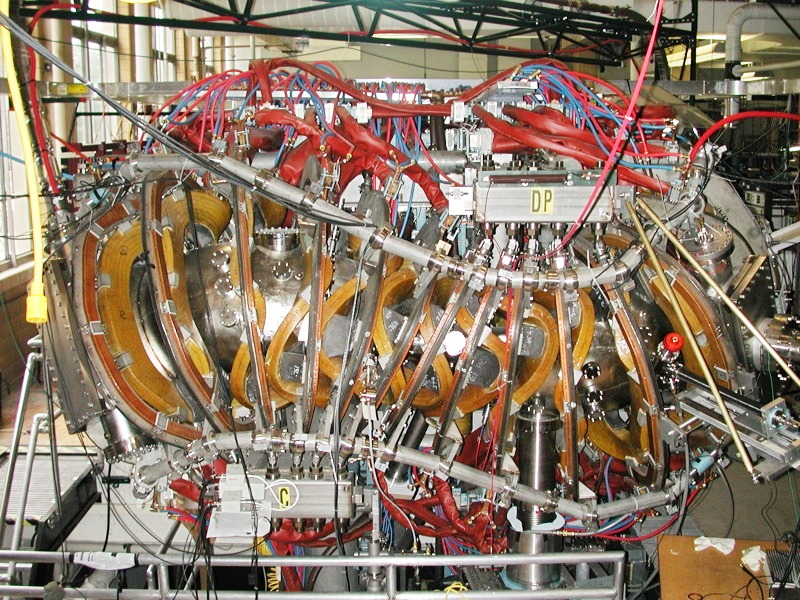
HSXステラレータ

ステラレータは、プラズマを閉じ込めるために主に外部磁石に頼るプラズマ装置である。磁場閉じ込め核融合を研究する科学者たちは、ステラレータ装置を核融合反応の容器として使用することを目指している。この名前は、太陽のような恒星の動力源を利用することができることに由来する。Zピンチや磁気ミラーと並んで、最も初期の核融合発電装置のひとつである。
ステラレーターは1951年にプリンストン大学のアメリカ人科学者ライマン・スピッツァーによって発明され、初期の開発の多くはプリンストン・プラズマ物理学研究所（PPPL）の彼のチームによって行われた。 ライマンのモデルAは1953年に運転を開始し、プラズマ閉じ込めを実証した。その後、より大型のモデルが開発されたが、理論予測よりもはるかに大きな割合でプラズマが失われるなど、性能の低さが実証された。1960年代初頭には、商業的な装置を早期に製造する望みは薄れ、高エネルギー・プラズマの基礎理論の研究に注目が集まった。1960年代半ばまでに、スピッツァーは、ステラレーターはボーム拡散係数と一致しており、実用的な核融合装置にはならないと確信していた。
1968年にソ連のトカマク設計に関する情報が公開され、性能の飛躍が示された。米国の産業界で大きな議論があった後、PPPLはこの結果を確認するため、モデルCステラレータを対称型トカマク（ST）に変更した。STはこの結果を確認し、その後20年間はトカマクに注目が集まったため、ステラレータ・コンセプトに関する大規模な研究は米国で終了した。設計の研究はドイツと日本で続けられ、いくつかの新しい設計が生み出された。
トカマクは最終的にステラレータと同様の問題を抱えていることが判明したが、理由は異なる。1990年代以降、ステラレータの設計に再び注目が集まっている。新しい製造方法によって磁場の質とパワーが向上し、性能が改善された。 これらのコンセプトをテストするために、数多くの新しい装置が建設されてきた。主な例としては、ドイツのヴェンデルシュタイン7-X、米国のヘリカル対称実験（HSX）、日本の大型ヘリカル装置などがある。